# Salvatore Fresi
Salvatore Fresi (ur. 16 stycznia 1973 w La Maddalena) – włoski piłkarz, występujący podczas kariery na pozycji obrońcy.

## Kariera klubowa
Karierę piłkarską Salvatore Fresi rozpoczął w klubie ACF Fiorentina w 1990 roku. W 1991 roku przeszedł do juniorskiej drużyny Foggii. Nie mogąc przebić się do pierwszego składu Foggii przeszedł do trzecioligowej Salernitany. Z Salernitaną awansował do drugiej ligi w 1994 roku. Dobra gra w klubie z Salerno zaowocowała transferem do czołowej drużyny Włoch – Interu Mediolan w 1995 roku.
W Interze Fresi zadebiutował 27 sierpnia 1995 w wygranym 1-0 meczu z Vicenzą. Przez pierwsze dwa sezony Fresi miał pewne miejsce w składzie Interu. Problemy zaczęły się w sezonie 1997-98. Inter wzmocnił skład, przez co Fresi zaczął coraz rzadziej pojawiać w pierwszej jedenastce nerrazurich. Problemy z miejscem w składzie pogłębiły się w następnym sezonie, dlatego Fresi zdecydował się na wypożyczenie do swojego byłego klubu Salernitany. W Salernitanie grał do końca sezonu 1998-99, z którą spadł do Serie B. W następnym sezonie powrócił do Interu, jednakże ówczesny trener Interu Marcello Lippi rzadko korzystał z jego usług. Był to ostatni jego sezon w barwach klubu z Mediolanu. Podczas tego okresu Fresi z Interem zdobył Puchar UEFA 1998 (rok wcześniej dotarł z Interem do finału tych rozgrywek, gdzie Inter uległ w rzutach karnych FC Schalke 04), wicemistrzostwo Włoch 1998, ćwierćfinał Ligi Mistrzów 1999 (uczestniczył tylko w początkowej fazie tych rozgrywek), gdzie Inter uległ późniejszemu zwycięzcy Manchesterowi United oraz finał Pucharu Włoch 2000. Ostatni raz w Interze zagrał 23 maja 2000 w meczu barażowym o udział w Lidze Mistrzów z Parmą. Ogółem w barwach Interu wystąpił w 123 meczach (86 w lidze, 20 w europejskich pucharach oraz 17 w Pucharze Włoch) i strzelił 1 bramkę w lidze.
W 2000 roku został na sezon wypożyczony z Interu do SSC Napoli, z którym spadł do Serie B. W sezonie 2001–2002 grał w Bologna FC. Był to najlepszy sezon w karierze Fresiego, gdyż wystąpił w 25 meczach i strzelił 8 bramek, co zaowocowało transferem do ówczesnego mistrza Włoch Juventusu. Z Juventusem zdobył mistrzostwo Włoch 2003, choć Fresi występował sporadycznie w meczach bianconerrich. Problemy z miejsce w podstawowym składzie spowodowały transfer w połowie sezonu 2003–2004 do AC Perugia. Z Perugią spadł do Serie B po przegranych barażach Fiorentiną.
Sezon 2004–2005 rozpoczął w drugoligowym Calcio Catania, po czym w styczniu 2005 roku powrócił po raz kolejny do Salernitany. Z klubem z Salerno spadł do Serie C. Sezon 2005–2006 rozpoczął w Salernitanie, po czym przeszedł do występującego w lidze Eccellenza (szósta liga) klubie Battipagliese, gdzie zakończył karierę w 2006 roku.

## Kariera reprezentacyjna
Salvatore Fresi w latach dziewięćdziesiątych występował w juniorskich i młodzieżowych reprezentacjach Włoch. Z reprezentacją U-21 wywalczył w 1996 roku Mistrzostwo Europy U-21 roku. W tym samym roku został powołany przez selekcjonera reprezentacji olimpijskiej Cesare Maldiniego na Igrzyska Olimpijskie w Atlancie. Na Igrzyskach w USA wystąpił we wszystkich trzech meczach grupowych Włoch z: Koreą Południową, Ghaną i Meksykiem. Salvatore Fresi nigdy nie zagrał w pierwszej reprezentacji Włoch.